# Дербент в филателии
Дербент в филателии — совокупность почтовых марок, художественных маркированных конвертов и других филателистических материалов, посвящённых городу Дербент.

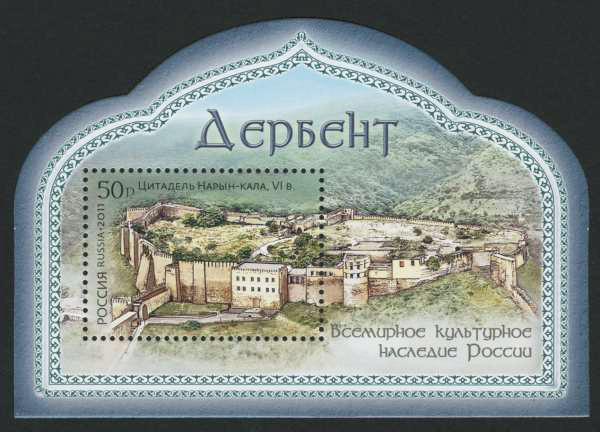
Почтовый блок России, 2011 год

## Почтовые марки
В 2011 году была выпущена почтовая марка "Старый город и крепостные сооружения Дербента" из серии "Всемирное культурное наследие России".

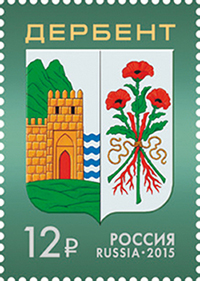
Марка, выпущенная к 2000-летию Дербента с изображением герба города Дербент

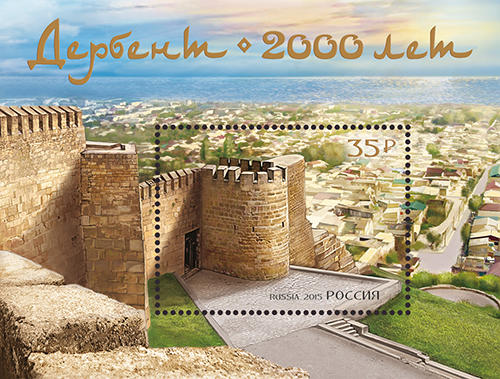
Марка, выпущенная к 2000 летию Дербента

16 июня 2015 года была выпущена марка к 2000-летию Дербента с изображением герба города Дербент.

2 октября 2015 года в почтовое обращение вышел блок, посвящённый 2000-летию города Дербента.

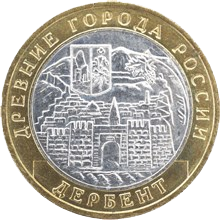
Памятная монета Банка Россия из серии «Древние города России» номиналом 10 рублей (2002)

## Монеты
27 июня 2002 года тиражом 5 млн. экз. была пущена в обращение 10-рублёвая монета, посвящённая Дербенту из серии «Древние города России» (биметалл). На оборотной стороне монеты, посвященной городу Дербенту - древнейшему городу на территории России, в верхней части на внешнем кольце по окружности расположена надпись «ДРЕВНИЕ ГОРОДА РОССИИ», в нижней части на кольце — надпись «ДЕРБЕНТ». В центре диска расположено изображение города-крепости на фоне гор. Вверху — изображение герба города Дербента и стилизованное изображение ветви винограда. Серия памятных монет «Древние города России» была запущена с выпуска монеты в честь Дербента.

Золотая памятная монета Банка Россия номиналом 50 рублей (2015)

В 2015 году к 2000-летию города были отчеканены три монеты: золотая номиналом 50 р. и серебряные номиналом 25 р и 3 р. 

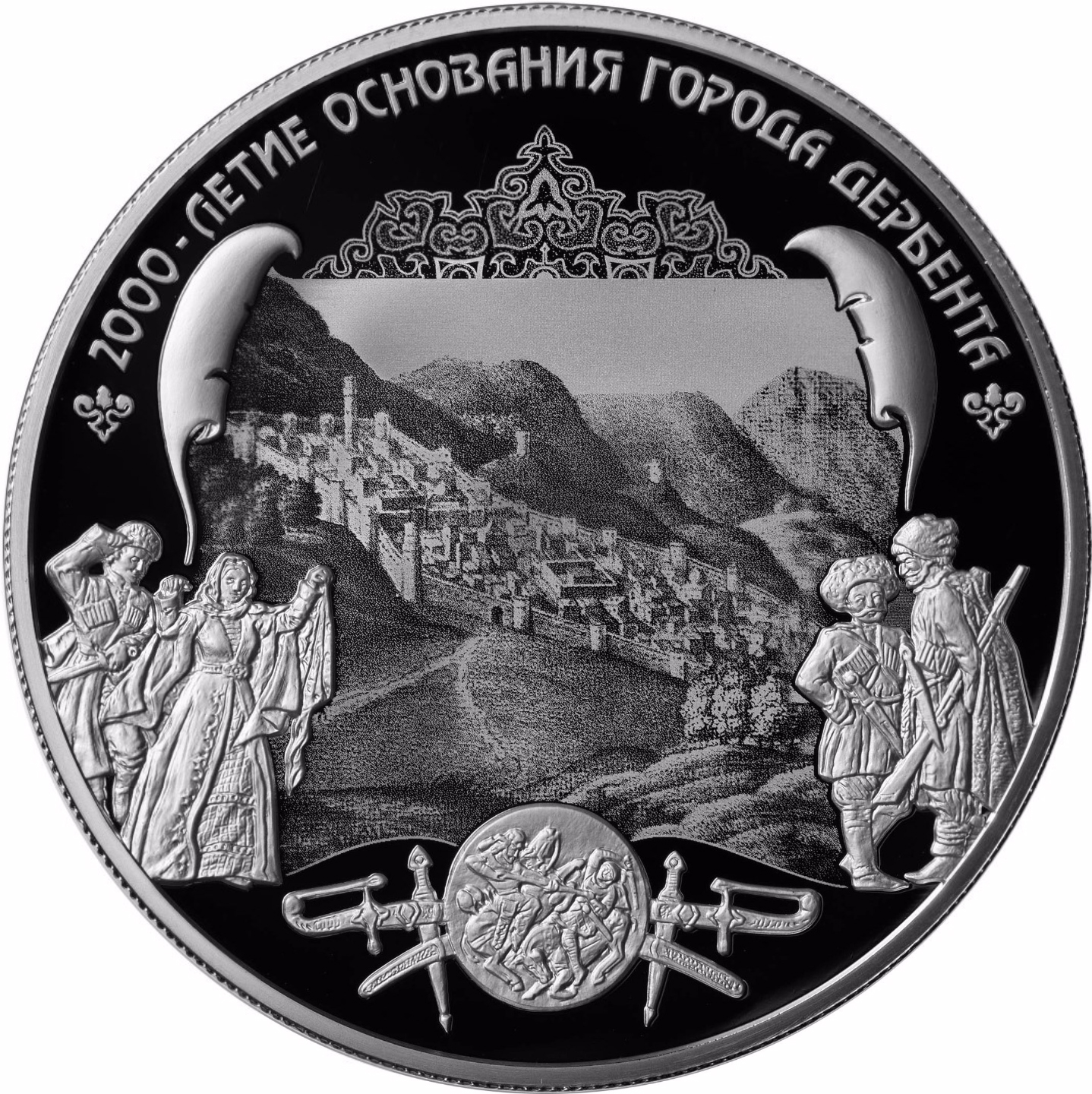
Серебряная памятная монета Банка Россия номиналом 25 рублей (2015)

Серебряная памятная монета Банка Россия номиналом 3 рубля (2015)

На реверсе золотой монеты находится рельефное изображение герба г. Дербента. По окружности расположена надпись - «2000-ЛЕТИЕ ОСНОВАНИЯ ГОРОДА ДЕРБЕНТА». 
На реверсе 3-рублёвой монеты, на зеркальном поле диска находится панорама города на склоне горы, обнесенного крепостной стеной, на переднем плане – путники верхом на осле и верблюде, вверху вдоль канта – надпись: "2000-ЛЕТИЕ ОСНОВАНИЯ ГОРОДА ДЕРБЕНТА".
На реверсе 25-рублёвой монеты в центре на зеркальном поле диска находится изображение древней гравюры с панорамой города Дербента, справа и слева от него – по две фигуры горцев в национальных одеждах, на переднем плане в центре – восточное блюдо на фоне скрещенных сабель и кинжалов, вверху вдоль канта – надпись: "2000-ЛЕТИЕ ОСНОВАНИЯ ГОРОДА ДЕРБЕНТА".

## Художественные маркированные конверты
Ниже приводится неполный список художественных маркированных конвертов СССР, на которых был запечатлён город Дербент.
| # | Каталожный номер | Наименование                                                                        | Дата выпуска          | Номинал | Художник       | Изображение |
| - | ---------------- | ----------------------------------------------------------------------------------- | --------------------- | ------- | -------------- | ----------- |
| # | 1873             | 2000 лет г. Дербенту                                                                | 2 октября 2015 года   | -       | Шушлебина О.   |             |
| # | 2015-100         | 2000 лет г. Дербенту                                                                | 20 августа 2015 года  | -       | Бетрединова Х. |             |
| # | 1664             | Всемирное культурное наследие России. Старый город и крепостные сооружения Дербента | 13 сентября 2011 года | 6 р.    | Шушлебина О.   |             |
| # | 369              | Дербент. Башни и стены крепости                                                     | 16 августа 1990 года  | 6 коп.  | Ветцо Н.       |             |

## Специальные гашения
- В связи с выпуском почтового блока «Всемирное культурное наследие России. Старый город и крепостные сооружения Дербента» 13 сентября 2011 года на Московском почтамте осуществлялось спецгашение с помощью почтового штемпеля с изображением символики основных направлений развития экономики республики и надписями «Всемирное культурное наследие России. Дербент» и «Москва. 101000. 13.IX.2011. Почтамт».